# La Isla Bonita
La Isla Bonita (spanisch für die schöne Insel) ist ein Lied von Madonna aus dem Jahr 1986. Es war die fünfte und letzte Single aus ihrem dritten Studio-Album True Blue. La Isla Bonita erschien am 25. Februar 1987 auf dem Label Sire Records.

## Geschichte
Bei diesem Song finden sich zum ersten Mal in Madonnas Musik lateinamerikanische Einflüsse im Arrangement, das neben kubanischer Perkussion, spanischer Gitarre und Mundharmonika durch eine Mischung aus elektronischen und echten Schlaginstrumenten hervorsticht. Der Text des Titels handelt von einer wunderschönen Insel und ist – laut Madonna – ein Tribut an die Schönheit Lateinamerikas.
La Isla Bonita erlangte weltweite Popularität: es erreichte Platz 1 der Charts im Vereinigten Königreich, Deutschland, Frankreich und Belgien sowie Platz vier in den Vereinigten Staaten. In dem begleitenden Musikvideo stellt Madonna zwei gegensätzliche Charaktere dar – ein frommes Mädchen und eine leidenschaftliche Latina. Der Latino-Stil des Songs und das rote Flamenco-Kleid, das sie im Video trägt, wurden zum Modetrend. Der Song gehört zu den meistgespielten Live-Songs auf Madonnas Tourneen und wurde von einer Reihe von Künstlern, darunter der französischen Pop-Sängerin Alizée für ihr Album Psychédélices von 2007, gecovert.

## Entstehung
La Isla Bonita wurde von Patrick Leonard und Bruce Gaitsch geschrieben. Die Melodie wurde zuvor als eine Klage für eine mythische spanische Insel namens San Pedro konzipiert und Michael Jackson für sein Album Bad angeboten; er lehnte jedoch ab. Während der Arbeit mit Leonard für das Album True Blue nahm Madonna den Song auf. Der Liedtext wurde stark verändert, so konnte sie als Coautorin aufgeführt werden. Das Lied war das erste Lied von Madonna auf Spanisch.

## Komposition
La Isla Bonita ist ein Pop-Song im spanischen Stil. Es ist eines der charakteristischsten Werke der Zusammenarbeit zwischen Madonna und Patrick Leonard. Das Lied ist in der Tonart Cis-Moll geschrieben und hat im Original eine Länge von 3:55 Minuten und ein Tempo von 95 Schlägen pro Minute. Madonnas Stimmumfang geht hier über eine Oktave plus eine kleine Terz. Der Song beginnt mit einer kubanischen Trommel, bevor der Abstieg in synthetischen Beats und den Klängen der spanischen Gitarre erfolgt. Nach dem zweiten Refrain gibt es eine spanische Gitarre als Zwischenspiel.

## Musikvideo
Das Musikvideo wurde in Los Angeles gedreht, Regie führte Mary Lambert, die für eine Reihe von Madonnas Videos in den 1980ern, unter anderem Borderline und Like a Prayer, verantwortlich war. Der Schauspieler Benicio del Toro erscheint im Video im Hintergrund. Die Video-Weltpremiere war auf MTV am 6. März 1987. Es begann mit dem Zeigen einer Reihe von lateinamerikanischen Menschen tanzend in einem spanischen barrio. Madonna spielt zwei unterschiedliche Figuren: eine jungenhaft gekleidet katholische Frau und eine bunte Flamenco-Tänzerin. Einmal zeigt das Video ein spärlich eingerichtetes Zimmer mit einem Altar und Bildern der hispanischen Bevölkerung an der Wand. Madonna spielt ein blass aussehendes frommes Mädchen, trägt einen weißen Rock, und die kurzen Haare sind nach hinten gebürstet. Sie weint in ihrem Zimmer und ignoriert widerwillig die Einladung der Latinos auf der Straße, sich ihnen anzuschließen. Die Strenge und die Passivität der einen Figur steht jedoch im Gegensatz zur Leidenschaft und der Aktivität der anderen. Madonna trägt in dieser Darstellung ein rotes voluminöses extravagantes spanisches Kleid mit einem Dekolleté sowie roten Nelken im Haar.

## Kommerzieller Erfolg

### Chartplatzierungen
| ChartsChartplatzierungen       | Höchstplatzierung | Wochen/ Monate |
| ------------------------------ | ----------------- | -------------- |
| Deutschland (GfK)              | 1 (23 Wo.)        | 23 Wo.         |
| Österreich (Ö3)                | 1 (4,5 Mt.)       | 4,5 Mt.        |
| Schweiz (IFPI)                 | 1 (17 Wo.)        | 17 Wo.         |
| Vereinigte Staaten (Billboard) | 4 (18 Wo.)        | 18 Wo.         |
| Vereinigtes Königreich (OCC)   | 1 (13 Wo.)        | 13 Wo.         |

| ChartsJahrescharts (1987)      | Platzierung |
| ------------------------------ | ----------- |
| Deutschland (GfK)              | 2           |
| Österreich (Ö3)                | 6           |
| Schweiz (IFPI)                 | 2           |
| Vereinigte Staaten (Billboard) | 58          |

### Auszeichnungen für Musikverkäufe
| Land/Region                  | Auszeichnungen für Musikverkäufe (Land/Region, Auszeichnung, Verkäufe) | Verkäufe  |
| ---------------------------- | ---------------------------------------------------------------------- | --------- |
| Deutschland (BVMI)           | Gold                                                                   | 250.000   |
| Frankreich (SNEP)            | Gold                                                                   | 250.000   |
| Italien (FIMI)               | Gold                                                                   | 35.000    |
| Japan (RIAJ)                 | Gold                                                                   | 50.000    |
| Neuseeland (RMNZ)            | Gold                                                                   | 15.000    |
| Spanien (Promusicae)         | Platin                                                                 | 60.000    |
| Vereinigtes Königreich (BPI) | Gold                                                                   | 410.000   |
| Insgesamt                    | 6× Gold · 1× Platin ·                                                  | 1.070.000 |

Hauptartikel: Madonna (Künstlerin)/Auszeichnungen für Musikverkäufe

## Coverversionen
- 1987: Tanja Jonak
- 1988: Ines Paulke
- 1990: Happy Drivers
- 1995: James Last auf Beach Party ’95
- 1996: equatronic
- 1998: Ilona Csáková (tschechisch)
- 1998: Royal Philharmonic Orchestra
- 1999: Therapy?
- 2002: Mad’House
- 2003 und 2008: Alizée
- 2004: David Hasselhoff
- 2004: Bitume
- 2004: Mase (My Harlem Lullaby)
- 2006: Twilight Guardians
- 2008: Commercial Club Crew
- 2008: MarshMallows
- 2011: Ahmet Portakal feat. Betül Demir & Funky C
- 2012: Ricky Martin und Naya Rivera (in der Serie Glee)
- 2012: Samantha Fox
- 2021: LaFee

## Trivia
Uwe Rosenberg, Autor des Kartenspiels Bohnanza, gibt an, die Erweiterung „La Isla Bohnita“ nach dem Song benannt zu haben.